# Lanceoppia banksi
Lanceoppia banksi är en kvalsterart som beskrevs av Hammer 1968. Lanceoppia banksi ingår i släktet Lanceoppia och familjen Oppiidae. Inga underarter finns listade i Catalogue of Life.